# Pórtico de Otávio
Pórtico de Otávio (em latim: Porticus Octavia) foi um pórtico da antiga Roma, construído por Cneu Otávio em 168 a.C. para celebrar uma vitória naval contra Perseu da Macedônia. Situava-se entre o Teatro de Pompeu e o Circo Flamínio e foi chamado de Pórtico Coríntio (Porticus Corinthia) devido ao uso de capiteis coríntios de bronze, sendo talvez o uso mais precoce desta ordem arquitetônica em Roma.
Em 33 a.C., Otaviano recuperou os estandartes militares perdidos por Aulo Gabínio aos ilírios, e exibiu-os no Pórtico de Otávio, que foi reconstruído em comemoração à conquista da Dalmácia. Veleio Patérculo chama o pórtico de multo amoenissima, ou "de longe o mais amado", mas ele não deixou vestígios. Possivelmente é identificável com as ruínas na Via São Nicolau em Cesarini, representado no Plano de Mármore.

## Localização
| Planimetria do Campo de Marte meridional |
| --- |
| Tibre Navália Circo Flamínio Teatro de Marcelo T. de DianaC T. da Piedade T. de Jano T. de Juno T. de Spes Templo de Belona Templo de Apolo Sosiano Templo de Júpiter Estator Templo de Juno Regina Pórtico de Otávia Portico de Filipo T. de Hércules Portico de Otávio Teatro de Balbo Cripta de Balbo Portico de Minúcio T. das Ninfas Diribitório T. de Juturna T. da Fortuna T. de Ferônia T. dos Lares Permarinos Cúria de Pompeu Portico de Pompeu Teatro de Pompeu Templo da Vênus Victrix Templo de Marte Santuário de Hércules Grande Vigia Templo de Castor e Pólux Ponte Fabrício Ilha Tiberina Pórtico dos Máximos T. de Netuno Pórtico dos Deuses Vila Pública Hecatostilo T. da Fortuna Equestre Anfiteatro de Estacílio Tauro (?) |